# Волтголл (округ, Міссісіпі)
Шаблон:StateAbbr_ 31°08′ пн. ш. 90°06′ зх. д. / 31.14° пн. ш. 90.1° зх. д.
Округ  Волтголл (англ. Walthall County) — округ (графство) у штаті Міссісіпі, США. Ідентифікатор округу 28147.

## Історія
Округ утворений 1910 року.

## Демографія
За даними перепису 
2000 року 
загальне населення округу становило 15156 осіб, усе сільське.
Серед мешканців округу чоловіків було 7241, а жінок — 7915. В окрузі було 5571 домогосподарство, 4114 родин, які мешкали в 6418 будинках.
Середній розмір родини становив 3,19.
Віковий розподіл населення поданий у таблиці:
| Стать    | До 15 років | 15-21 | 22-29 | 30-39 | 40-49 | 50-65 | 65-85 | Понад 85 |
| -------- | ----------- | ----- | ----- | ----- | ----- | ----- | ----- | -------- |
| Чоловіки | 1819        | 879   | 691   | 910   | 986   | 1107  | 765   | 84       |
| Жінки    | 1705        | 830   | 785   | 969   | 1056  | 1287  | 1087  | 196      |

## Суміжні округи
- Лоуренс — північ
- Меріон — схід
- Вашингтон, Луїзіана — південь
- Пайк — захід
- Лінкольн — північний захід

## Виноски
1. ↑  U.S. Decennial Census. United States Census Bureau. Архів оригіналу за 4 квітня 2018. Процитовано 8 листопада 2014.
2. ↑  Historical Census Browser. University of Virginia Library. Архів оригіналу за 11 серпня 2012. Процитовано 8 листопада 2014.
3. ↑  Population of Counties by Decennial Census: 1900 to 1990. United States Census Bureau. Архів оригіналу за 28 грудня 2014. Процитовано 8 листопада 2014.
4. ↑  Census 2000 PHC-T-4. Ranking Tables for Counties: 1990 and 2000 (PDF). United States Census Bureau. Архів оригіналу (PDF) за 18 грудня 2014. Процитовано 8 листопада 2014.
5. ↑  State & County QuickFacts. United States Census Bureau. Архів оригіналу за 5 вересня 2015. Процитовано 7 вересня 2013.(англ.) Наведено за англійською вікіпедією.
6. ↑  American FactFinder. Бюро перепису населення США. Архів оригіналу за 26 лютого 2012. Процитовано 31 січня 2008.

| США | Це незавершена стаття з географії США. Ви можете допомогти проєкту, виправивши або дописавши її. |